# بخش مرکزی شهرستان بافق
بخش مرکزی شهرستان بافق یکی از بخش‌های شهرستان بافق در استان یزد ایران است.

## تقسیمات کشوری
- بخش مرکزی شهرستان بافق
  - دهستان مبارکه (بافق)
  - دهستان سبزدشت
  - دهستان کوشک (بافق)

شهر: بافق

## جمعیت
بنابر سرشماری مرکز آمار ایران، جمعیت بخش مرکزی شهرستان بافق در سال ۱۳۸۵ برابر با ۳۸۱۱۱ نفر بوده است.